# Horizon: An American Saga
Horizon: An American Saga is een (geplande) vierdelige Amerikaanse epische westernfilm uit 2024, geregisseerd en geproduceerd door Kevin Costner die ook de hoofdrol speelt. 

## Verhaal
De films spelen zich af tijdens de Amerikaanse Burgeroorlog, van 1861 tot 1865, en toont de uitbreiding van het Amerikaanse Westen.

## Films
- Horizon: An American Saga – Chapter 1 - release 19 mei 2024 (Filmfestival van Cannes)
- Horizon: An American Saga – Chapter 2 - release  7 september 2024 (Filmfestival van Venetië)
- Horizon: An American Saga – Chapter 3
- Horizon: An American Saga – Chapter 4

## Productie
Kevin Costner sprak van de films voor het eerst als een enkele film in 1988 maar vond geen producenten die geïnteresseerd waren. Later, na de release van zijn film Open Range in 2003 benaderde hij Walt Disney Pictures met het project maar ze hadden $ 5 miljoen te kort om te starten. Acht jaar later begon Costner na te denken over het verhaal, begon te schrijven met een partner, en het werden uiteindelijk vier scenario's, maar nog steeds werden geen producenten gevonden. In januari 2022 werd aangekondigd dat Costner de film, inmiddels een obsessie voor hem, zelf zou regisseren en produceren en daarbij ook de hoofdrol zou spelen. Het casten begon in februari 2022. In april 2022 sloten Warner Bros. Pictures en New Line Cinema zich aan bij de productie om te distribueren. In een interview in juni 2022 verklaarde Costner dat hij van plan is vier films te maken op basis van het uitgangspunt, en dat hij meer dan 170 sprekende rollen wilde casten.
Het filmen van het eerste deel begon op 29 augustus 2022 in het zuiden van Utah en eindigde in november dat jaar. Het filmen van het tweede, samen met het derde en vierde deel, begon in mei 2023 en eindigde in de zomer van dat jaar.
Dances with Wolves (1990) · The Postman (1997) · Open Range (2003) · Horizon: An American Saga – Chapter 1 (2024) · Horizon: An American Saga – Chapter 2 (2024)